# Vesna Fabjan
Vesna Fabjan, née le 13 mars 1985 à Kranj, est une fondeuse slovène. Deux fois vainqueur de sprints en Coupe du monde, elle décroche la médaille de bronze du sprint aux Jeux olympiques 2014.

## Carrière
Chez les juniors, elle obtient comme meilleur résultat aux championnats du monde de la catégorie une cinquième place en sprint en 2004 à Stryn.
Elle fait ses débuts en Coupe du monde de ski de fond en 2005 et monte sur son premier podium en épreuve individuelle (3e place) le 5 décembre 2009 à Düsseldorf, avant de remporter sa première course quelques semaines plus tard au sprint libre à Rybinsk devant Magda Genuin et Justyna Kowalczyk. Entre-temps, elle gagne le championnat du monde des moins de 23 ans sur le sprint en 2008. En 2010, pour ses deuxièmes jeux olympiques à Vancouver, elle ne prend que la 23e au sprint, tandis qu'elle établit son meilleur classement en Coupe du monde 21e du général et septième du sprint.
En janvier 2011, elle est de nouveau victorieuse du sprint de Rybinsk, franchissant la ligne devant sa compatriote Katja Visnar
Le 24 février 2011, lors du sprint des championnats du monde d'Oslo, elle échoue de peu pour la médaille de bronze face à sa compatriote Petra Majdic.
Peu après un cinquième et ultime podium individuel en Coupe du monde sur le sprint de Szklarska Poręba (3e), elle devient médaillée de bronze au sprint libre des Jeux olympiques d'hiver de 2014 à Sotchi, comme sa compatriote Petra Majdic il y a quatre ans sur le sprint.
En 2018, pour ses quatrièmes jeux olympiques à Pyeongchang, Fabjan est le porte-drapeau de la délégation slovène, prenant part seulement au relais (huitième place).
La Slovène met un terme à sa carrière sportive en 2020.

## Palmarès

### Jeux olympiques
| Épreuve / Édition   | Sprint                              | Sprint                           | 10 km                            | 10 km                            | Poursuite / Skiathlon 2 × 7,5 km | 30 km | Relais | Relais   |
| Épreuve / Édition   | libre                               | classique                        | libre                            | classique                        | Poursuite / Skiathlon 2 × 7,5 km | 30 km | Sprint | 4 × 5 km |
| JO 2006 Turin       | 40e                                 | Épreuve inexistante à cette date | Épreuve inexistante à cette date | —                                | —                                | —     | 14e    | —        |
| JO 2010 Vancouver   | Épreuve inexistante à cette date    | 23e                              | 33e                              | Épreuve inexistante à cette date | —                                | —     | 10e    | 14e      |
| JO 2014 Sotchi      | Médaille de bronze, Jeux olympiques | Épreuve inexistante à cette date | Épreuve inexistante à cette date | —                                | —                                | -     | -      | 10e      |
| JO 2018 Pyeongchang | Épreuve inexistante à cette date    | —                                | —                                | Épreuve inexistante à cette date | —                                | -     | -      | 8e       |

Légende :
- : troisième place, médaille de bronze
- : pas d'épreuve
- — : Non disputée par Fabjan

### Championnats du monde
| Épreuve / Édition  | Oberstdorf 2005 | Sapporo 2007 | Liberec 2009 | Oslo 2011 | Val di Fiemme 2013 | Lahti 2017 |
| Sprint classique   | 34e             | 37e          |              |           | 29e                |            |
| Sprint libre       |                 |              | 16e          | 4e        |                    | 26e        |
| Sprint par équipes |                 | 9e           |              |           | 6e                 |            |
| 10 km classique    |                 |              | 53e          | 41e       |                    | 58e        |
| 10 km libre        |                 | 57e          |              |           | 52e                |            |
| Relais 4 × 5 km    |                 |              |              | 7e        | 14e                |            |

Légende :
- : pas d'épreuve
- Case vide : Non disputée par Fabjan

### Coupe du monde
- Meilleur classement général : 21e en 2010.
- Meilleur classement en sprint : 7e en 2010.
  - 5 podiums en épreuve individuelle : 2 victoires et 3 troisièmes places.

#### Détail des victoires individuelles
| Épreuve / Édition | Sprint  | Sprint    |
| Épreuve / Édition | libre   | classique |
| 2009-10           | Rybinsk |           |
| 2010-11           | Rybinsk |           |

#### Classements en Coupe du monde
| Année     | Classement général final | Classement sprint | Classement distance |
| 2005-2006 | 103e                     | 68e               |                     |
| 2006-2007 | 56e                      | 32e               |                     |
| 2007-2008 | 37e                      | 23e               |                     |
| 2008-2009 | 34e                      | 12e               | 91e                 |
| 2009-2010 | 21e                      | 7e                | 97e                 |
| 2010-2011 | 29e                      | 9e                | 89e                 |
| 2011-2012 | 31e                      | 10e               | 68e                 |
| 2012-2013 | 60e                      | 31e               |                     |
| 2013-2014 | 34e                      | 11e               | 82e                 |
| 2014-2015 | 67e                      | 37e               |                     |
| 2015-2016 | 35e                      | 17e               | 79e                 |
| 2016-2017 | 49e                      | 22e               |                     |
| 2017-2018 | 58e                      | 28e               |                     |
| 2018-2019 | 75e                      | 38e               |                     |
| 2019-2020 | 97e                      | 66e               |                     |

### Championnats du monde des moins de 23 ans
- Médaille d'or du sprint libre en 2008 à Malles Venosta.

### Universiades
- Médaille d'or du sprint en 2005 à Innsbruck.

### Coupe OPA
- 2 podiums, dont 1 victoire.